# Insulinkänslighet
Insulinkänslighet är en medicinsk term som används inom bland annat sjukvård och idrottens näringslära. Insulinkänsligheten avser cellernas förmåga att reagera på närvaron av insulin genom att ta upp glukos från blodet. Ju mindre insulin som krävs för att sänka blodsockret, desto större är insulinkänsligheten.
Minskad insulinkänslighet är en central del av sjukdomsmekanismen vid Typ 2-diabetes. Nedsatt insulinkänslighet i samband med diabetes beskrivs vanligen i form av den motsatta termen insulinresistens. Även vissa patienter med Typ 1-diabetes kan utveckla insulinresistens, vilket ibland omnämns som "dubbel diabetes".
Man kan öka kroppens insulinkänslighet genom träning. En kombination av pulshöjande aktiviteter och styrketräning anses mest effektivt för att påverka insulinkänsligheten.